# Waylander (Band)
Waylander ist eine nordirische Folk-Metal-Band. Die Band wurde 1993 in Armagh gegründet und gilt neben Cruachan und Primordial als Pionierband des gelegentlich als Subgenre des Folk-Metals bezeichneten Celtic Metals.

## Geschichte
Waylander wurde 1993 von den Brüdern Ciaran und Dermot O’Hagan gegründet. Das erste Demo erschien 1995 unter dem Namen Once Upon an Era. Als 1996 mit Máirtín Mac Cormaic ein Tin-Whistle-Spieler bei der Band war, nahm man das zweite Demo Dawning of a New Age auf, welches die Band in der Folk Metal Szene bekannt machte. Nachdem die Band zu Century Media gewechselt war, wurde 1998 das erste Album Reawakening Pride Once Lost veröffentlicht. Um das Album zu promoten, wurden einige Konzerte gespielt; Probleme mit dem Label und interne Auseinandersetzungen dämpften jedoch den Erfolg der Band. Nach einigen Line-up Wechseln unterschrieb Waylander bei Blackend Records und veröffentlichten Anfang 2001 das Album The Light, the Dark and the Endless Knot. Während das erste Album der Band in der Fachpresse oft gelobt wurde, erhielt The Light, the Dark and the Endless Knot zumeist vernichtende Kritiken. In ihrer Rezension zum Album im Metal Hammer äußerte sich Petra Schurer über das Album mit den Worten:

„[...] Waylander [enttäuschen] mit ihrem zweiten Pagan-Metal-Werk auf der ganzen Linie. Zwar verwenden die Iren [...] eine Reihe nett gedachter Elemente, [...] das Arrangement der einzelnen Bausteine überzeugt jedoch zu keinem Zeitpunkt. Schlicht und ergreifend langweilig ist das, was da erklingt. So quälen sich Waylander [teilweise] über Minuten in epischgähnender Breite (und streckenweise zudem handwerklich dilettantisch) durch einfach gestrickte Gitarrensoli, monotone Gesangselegien und Doom-Riffs, ohne dabei auch nur einen Funken Spielfreude zu vermitteln. Nicht immer ist Simplizität gleichbedeutend mit Einfallslosigkeit: Aber im Fall von Waylander kann man sich des Eindrucks nicht erwehren, dass es der Truppe akut an Ideen mangelt. Und das sollte sich verdammt schnell ändern, wenn Waylander nicht in naher Zukunft allzu rasch den Weg alles Irdischen gehen wollen.“

Weitere Streitigkeiten sorgten in den folgenden Jahren für weitere Line-up Wechsel. Dennoch gelang es der Band, einige wichtige Konzerte und Festivalauftritte zu spielen, wie zum Beispiel mit Ancient Rites, Cathedral und Skyforger oder auf dem Bloodstock Open Air und dem Day of Darkness Festival. Nach dem Wechsel zu Listenable Records veröffentlichte Waylander 2008 das Album Honour Amongst Chaos. Das anders als das zweite Studioalbum der Band wieder bessere Kritiken durch die Fachpresse bekam. Robert Müller vom Metal Hammer gab dem Album 4 von 7 Punkten und schrieb:

„[D]as dritte Album der Pagan-Metaller [klingt] erstaunlich konsistent [...]. Leider zeigt es auch, dass sich der musikalische Charme von mit dezenten keltischen Klängen [...] untermalten Schlachtgesängen seit dem coolen Debüt REAWAKENING PRIDE ONCE LOST doch ziemlich abgenutzt hat. Das liegt zu einem guten Teil auch an den manchmal recht dürftigen musikalischen Darbietungen der Mannen um Schreihals "ArdChieftain" Ciaran O'Hagan, zum anderen an der Gleichförmigkeit der Songs. Der Sound ist definitiv cool [, auch dank einiger interessant arrangierten Stücken]. Dennoch bestehen 80 Prozent von HONOUR AMONGST CHAOS aus nur minimal variierten metallischen Frontalangriffen.“

Das Debütalbum Reawakening Pride Once Lost wurde zudem im selben Jahr durch Midhir Records auf CD und LP wiederveröffentlicht. Gaz Murdock verließ Waylander 2008, wurde kurzzeitig durch Ade Mulgrew ersetzt und kam gegen Ende des Jahres wieder zurück zur Band. Anfang 2009 verließ er dann die Band erneut ganz spontan, um zu Alestorm zu wechseln, obwohl für die nächste Zeit einige Konzerte anstanden. Bei diesen komplettierte Dermot O’Hagan für kurze Zeit das Line-Up, bis man mit Hugh O’Neill wieder einen festen Gitarristen fand.

## Stil
Waylander spielt Heavy Metal mit starken Irish-Folk-Elementen, so dass man sie dem Folk Metal zuordnen kann. Die Texte handeln von der keltischen Mythologie und Geschichte, teilweise stammen die Texte auch von der irisch/keltischen Folklore. Vergleiche werden unter anderem mit Skyclad gezogen.

## Diskografie

### Demos
- 1994: Once Upon an Era (MC; Eigenvertrieb)
- 1996: Dawning of a New Age (MC; Eigenvertrieb)

### Studioalben
- 1998: Reawakening Pride Once Lost (CD/MC; Century Media)
- 2001: The Light, the Dark and the Endless Knot (CD/MC; Blackend / Plastic Head Records)
- 2008: Honour Amongst Chaos (CD; Listenable Records)
- 2012: Kindred Spirits (CD; Listenable Records)
- 2019: Eriú's Wheel (CD; Listenable Records)